# 1998 WW31
1998 WW31 ist ein transneptunisches Objekt, das am 18. November 1998 vom Deep Ecliptic Survey entdeckt wurde. Es bildet mit dem Objekt S/2000 (1998 WW31) 1 das erste entdeckte transneptunische Doppelsystem seit der Entdeckung des Pluto und ist das bekannteste sowie auch das symmetrischste Doppelsystem im Sonnensystem. 
Die zwei Körper haben eine sehr ähnliche Größe, das Verhältnis ihrer Durchmesser beträgt 1:1,2, das Verhältnis ihrer Massen 1:1,74, wenn man von ähnlichen Oberflächen und Dichten ausgeht. Ihre Umlaufzeit umeinander beträgt etwa 570 Tage, ihr Abstand voneinander zwischen etwa 4.000 und 40.000 km, wobei die große Halbachse etwa 22.000 km beträgt. Die Durchmesser der beiden Objekte liegen etwa zwischen 100 und 150 km, wenn man von einer Dichte von 1 bis 2 g/cm³ ausgeht. Ihre gemeinsame Masse beträgt 1/6000 des Systems Pluto-Charon.